# Anne Hathaway
Anne Jacqueline Hathaway (født 12. november 1982) er en amerikansk skuespiller, som er bedst kendt for sin rolle som Andy Sachs i filmen The Devil Wears Prada, hvor hun spillede overfor Meryl Streep, og sin rolle som Fantine i Les Misérables, der indbragte hende en Oscar for bedste kvindelige birolle. 
Hun har herudover medvirket som Amelia "Mia" Thermopolis i Disney-filmene Prinsesse eller ej og Prinsesse eller ej, 2 og i Havoc, Brokeback Mountain og Becoming Jane, hvor hun spillede Jane Austen. 
Hathaways er blevet sammenlignet med Judy Garland og Audrey Hepburn. I 2001 udnævnte People hende til en af årets "Breakthrough Star" og i 2005 kom hun på listen over "Worlds 50 Most Beautiful People".

## Karriere

### Opvækst
Hathaway er født i Brooklyn i New York. Hendes forældre er advokat Gerald Hathaway og skuespiller Kate McCauley, som inspirerede Hathaway til at følge i sit fodspor. Hun har en storebror, Michael, og en lillebror, Thomas. Hele familien flyttede til Millburn i New Jersey, da hun var seks år gammel. Hathaway er opkaldt efter forfatteren William Shakespeares kone, Anne Hathaway. Hun er hovedsageligt af irsk og fransk afstamning, med lidt fjernere rødder i det tyske og oprindelige amerikanere. Hun blev opdraget i den katolske tro og drømte som lille om at blive nonne. Hendes forbilleder er bl.a. Kate Winslet og Meryl Streep.[kilde mangler]
Hun er vegetar, har en hund der hedder Esmeralda og har været nomineret til tre forskellige priser.[kilde mangler] Hun laver meget velgørenhedsarbejde sammen med sin italienske ex-kæreste Raffaello Follieri.[kilde mangler] Hun elsker at designe og male.[kilde mangler]

## Filmografi
- 1999 – Get Real (1999, tv-serie) (Meghan Green)
- 2001 – The Princess Diaries (Mia Thermpolis)
- 2001 – The Other Side of Heaven (Jean Sabin)
- 2002 – Neko no ongaeshi (lagt stemme til Haru)
- 2002 – Nicholas Nickleby (Madeline Bray)
- 2004 – Ella Enchanted (Ella)
- 2004 – The Princess Diaries 2: Royal Engagement (Mia Thermpolis)
- 2005 – Hoodwinked (lagt stemme til Red)
- 2005 – Havoc (Allison)
- 2005 – Brokeback Mountain (Lureen Twist)
- 2006 – The Devil Wears Prada (Andrea)
- 2006 – Becoming Jane (Jane Austen)
- 2008 – Get Smart (Agent 99)
- 2008 – Rachel Getting Married (Kym)
- 2008 - Passengers (Claire Summers)
- 2009 – Bride Wars (Emma Allen)
- 2009 – Valentine's Day (Liz)
- 2010 – Alice i Eventyrland (the White Queen)
- 2010 – Love and Other Drugs (Maggie)
- 2011 – Samme dag næste år (Emma Morley)
- 2012 – The Dark Knight Rises (Catwoman/Selena Kyle)
- 2012 - Les Miserables (Fantine)
- 2014 - Interstellar (Brand)
- 2015 - Praktikanten (Jules)
- 2018 - Ocean's 8 (Daphne Kluger)
- 2020 - The Witches